# 武泰 (北魏)
武泰（ぶたい）は、南北朝時代の北魏において、孝明帝の治世に使用された元号。528年正月 - 4月。

## 西暦・干支との対照表
| 武泰 | 元年  |
| 西暦 | 528年 |
| 干支 | 戊申  |